# Mehrak Dahaneh
Mehrak Dahaneh (persiska: کلاته مهرک, Kalāteh-ye Mehrak, مهرک دهنه) är en ort i Iran.   Den ligger i provinsen Sydkhorasan, i den östra delen av landet, 800 km öster om huvudstaden Teheran. Mehrak Dahaneh ligger 1 146 meter över havet och antalet invånare är 184.
Terrängen runt Mehrak Dahaneh är varierad.Runt Mehrak Dahaneh är det glesbefolkat, med 10 invånare per kvadratkilometer. Närmaste större samhälle är Hajiabad, 6 km öster om Mehrak Dahaneh. Omgivningarna runt Mehrak Dahaneh är i huvudsak ett öppet busklandskap.